# 国道209号
国道209号（こくどう209ごう）は、福岡県大牟田市から久留米市に至る一般国道である。

## 概要

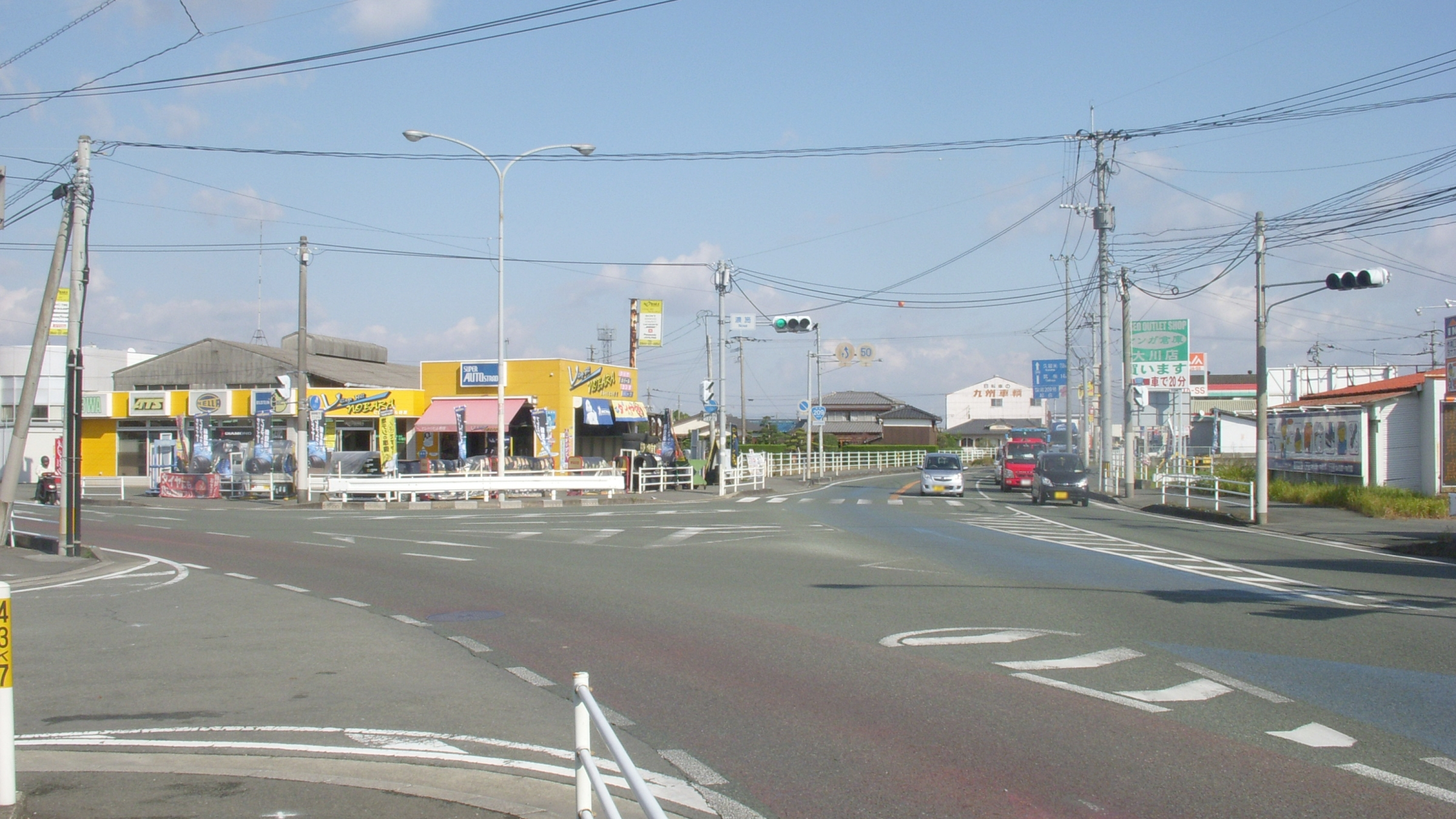
国道208号・国道209号濃施交差点（福岡県みやま市）

国道3号と共に筑後地方を縦断する幹線道路であり、ニーマルキューと呼ばれることも多い。
起点は大牟田市だが、みやま市高田町濃施までは国道208号との重複区間となっている。そのため、沿線のキロポストは単独区間が始まるみやま市高田町濃施から（まで）の表示となっている。
国道3号（旧・鹿児島街道）は熊本市から熊本県山鹿市や福岡県八女市など内陸部を経由して久留米市に至るのに対し、当路線は大牟田市、筑後市といった都市部を経由して久留米市へ至る。このため、区間利用を含めて交通量は多いが、大牟田市内の国道208号との重複区間の一部や久留米市荒木町の野伏間交差点から終点までの区間を除いて片側1車線となっているため、全線を通じて流れが悪く、渋滞することも少なくない。
全線で鹿児島本線と並行する。

### 路線データ
一般国道の路線を指定する政令 に基づく起終点および重要な経過地は次のとおり。
- 起点：大牟田市（有明町交差点 = 国道208号上、国道389号・国道501号起点）
- 終点：久留米市（東町交差点 = 国道3号交点、国道322号終点、国道325号起点）
- 重要な経過地：福岡県三池郡高田町[注釈 3]、同県山門郡瀬高町[注釈 3]、筑後市
- 総延長 : 35.7 km（重用延長を含む）[2][注釈 4]
- 重用延長 : 8.7 km[2][注釈 4]
- 未供用延長 : なし[2][注釈 4]
- 実延長 : 27.0 km[2][注釈 4]
  - 現道 : 27.0 km[2][注釈 4]
  - 旧道 : なし[2][注釈 4]
  - 新道 : なし[2][注釈 4]
- 指定区間：大牟田市有明町2丁目1番12 - 久留米市東町42番の13（全線）[3]

## 歴史
- 1953年（昭和28年）5月18日 - 二級国道209号大牟田久留米線（大牟田市 - 久留米市）として指定施行[4]。
- 1965年（昭和40年）4月1日 - 道路法改正により一級・二級区分が廃止されて一般国道209号として指定施行[1]。
- 2005年（平成17年）12月10日 - 津福バイパスが完成し、旧道は市道となる。

## 路線状況

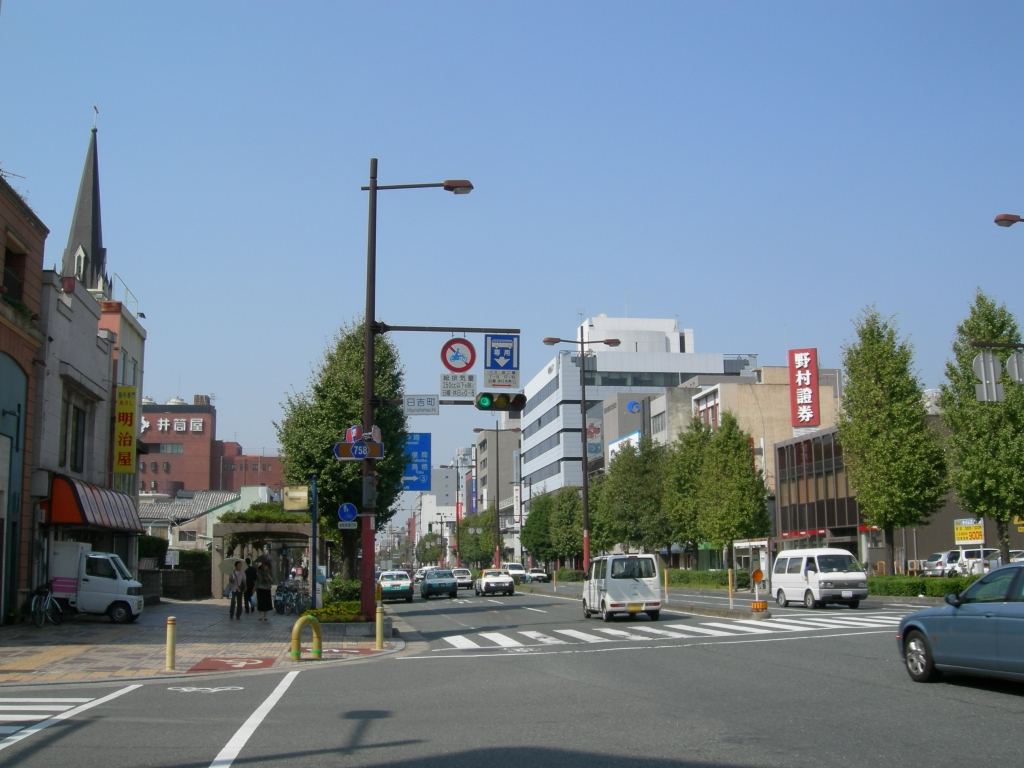
国道209号（福岡県久留米市日吉町付近）

### 通称・バイパス
- 津福バイパス（久留米市：久留米市荒木町白口 - 津福今町 - 津福本町 - 梅満町）
- 明治通り（久留米市：久留米市六ツ門交差点 - 東町交差点）

### 重複区間
- 国道208号（大牟田市有明町1丁目・有明町交差点（起点） - みやま市高田町濃施・濃施交差点）

## 地理

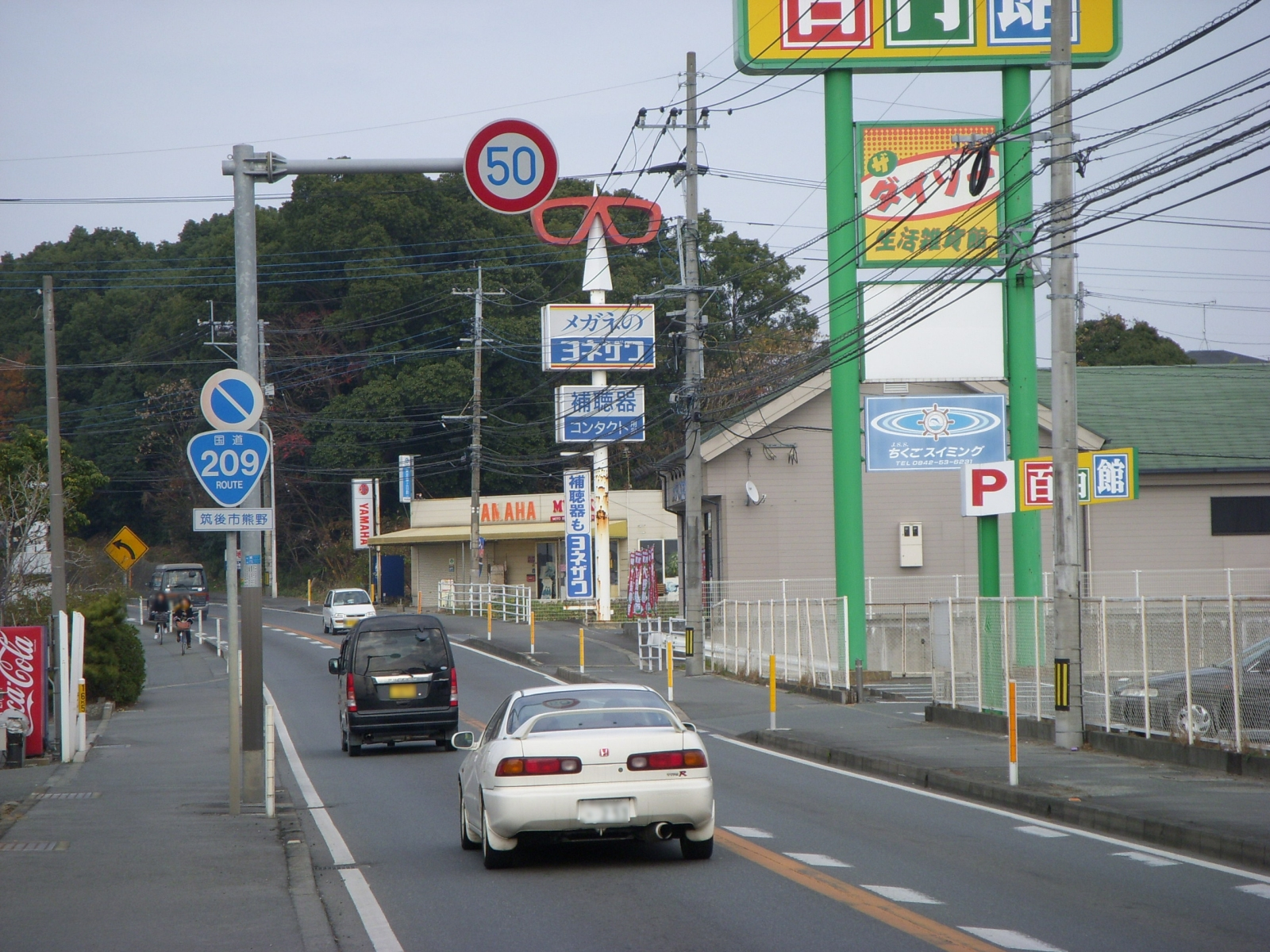
筑後市を通過する国道209号

### 通過する自治体
- 福岡県
  - 大牟田市 - みやま市 - 筑後市 - 久留米市

### 交差する道路
| 交差する道路                                                              | 市町村名 | 交差する場所                | 交差する場所                               |
| ------------------------------------------------------------------------- | -------- | --------------------------- | ------------------------------------------ |
| 国道208号 重複区間起点 国道389号 国道501号                                | 大牟田市 | 有明町（ゆうめいまち）1丁目 | 有明町交差点 / 起点                        |
| 福岡県道・熊本県道3号大牟田植木線                                         | 大牟田市 | 築町                        | 築町交差点                                 |
| 福岡県道・熊本県道5号大牟田南関線                                         | 大牟田市 | 東新町2丁目                 | 東新町2丁目交差点                          |
| 福岡県道786号手鎌三池線                                                   | 大牟田市 | 大字草木                    | 草木交差点                                 |
| 福岡県道727号銀水停車場線                                                 | 大牟田市 | 大字草木                    | 銀水駅前交差点                             |
| 熊本県道・福岡県道10号南関大牟田北線                                      | 大牟田市 | 大字甘木                    | 元村交差点                                 |
| 福岡県道782号倉永三池線                                                   | 大牟田市 | 大字倉永                    | 西鉄渡瀬駅前交差点                         |
| 福岡県道785号上楠田濃施線                                                 | みやま市 | 高田町濃施                  | 濃施南交差点                               |
| 福岡県道726号渡瀬停車場線 福岡県道780号黒崎開濃施線                       | みやま市 | 高田町濃施                  | JR渡瀬駅前交差点                           |
| 国道208号 重複区間終点                                                    | みやま市 | 高田町濃施                  | 濃施交差点                                 |
| 福岡県道93号大牟田高田線 重複区間起点 福岡県道94号高田山川線 重複区間起点 | みやま市 | 高田町今福                  | 今福北交差点                               |
| 福岡県道93号大牟田高田線 重複区間終点 福岡県道94号高田山川線 重複区間終点 | みやま市 | 高田町今福                  | 飯江川橋交差点                             |
| 福岡県道714号高田柳川線                                                   | みやま市 | 瀬高町太神                  | 井手ノ上交差点                             |
| 福岡県道776号松田大江線                                                   | みやま市 | 瀬高町大江                  | 真木南交差点                               |
| 国道443号 / 三橋瀬高バイパス 福岡県道96号八女瀬高線 重複区間起点          | みやま市 | 瀬高町小川                  | 金栗交差点                                 |
| 国道443号 福岡県道96号八女瀬高線 重複区間終点                             | みやま市 | 瀬高町下庄                  | 恵比須町交差点                             |
| 福岡県道725号瀬高停車場線                                                 | みやま市 | 瀬高町下庄                  | 緑町交差点                                 |
| 福岡県道791号富久瀬高線                                                   | みやま市 | 瀬高町文廣                  | 吉岡交差点                                 |
| 福岡県道774号飯江長田線                                                   | みやま市 | 瀬高町長田                  |                                            |
| 福岡県道715号湯辺田瀬高線                                                 | みやま市 | 瀬高町長田                  | 長田交差点                                 |
| 福岡県道96号八女瀬高線                                                    | 筑後市   | 大字尾島                    | 船小屋交差点                               |
| 福岡県道706号筑後城島線 福岡県道793号柳瀬筑後線                           | 筑後市   | 大字山ノ井                  | 山ノ井交差点                               |
| 国道442号                                                                 | 筑後市   | 大字羽犬塚                  | 免許試験場入口交差点                       |
| 佐賀県道・福岡県道15号佐賀八女線                                          | 筑後市   | 大字熊野                    | 上原々向山（かんばらばらむかいやま）交差点 |
| 福岡県道84号三潴上陽線                                                    | 筑後市   | 大字一条                    | 一条交差点                                 |
| 福岡県道86号久留米筑後線 重複区間起点 福岡県道722号荒木停車場線           | 久留米市 | 荒木町荒木                  | 相川（あいごう）交差点                     |
| 福岡県道86号久留米筑後線 重複区間終点                                     | 久留米市 | 荒木町荒木                  |                                            |
| 福岡県道89号瀬高久留米線 都市計画道路東合川野伏間線                       | 久留米市 | 荒木町白口                  | 野伏間交差点                               |
| 福岡県道755号安武本国分線                                                 | 久留米市 | 津福今町                    | 十二軒屋西交差点                           |
| 福岡県道753号一丁田久留米停車場線                                         | 久留米市 | 小頭町                      | 小頭町交差点                               |
| 国道264号                                                                 | 久留米市 | 六ツ門町                    | 六ツ門交差点                               |
| 福岡県道758号藤田日吉町線                                                 | 久留米市 | 日吉町                      | 日吉町交差点                               |
| 国道3号 国道322号 国道325号                                               | 久留米市 | 東町                        | 東町交差点 / 終点                          |

### 交差する鉄道
- 鹿児島本線
- 九州新幹線
- 久大本線
- 西鉄天神大牟田線